# Ветрова, Зоя Михайловна
Зоя Михайловна Ветрова (род. 27 ноября 1927, Москва) — советский скульптор, Заслуженный художник РСФСР. Работала в декоративно-монументальной и станковой скульптуре.

## Биография
Зоя Ветрова родилась в Москве 27 ноября 1927 года. В 1942—1948 годах училась в Московском художественно-промышленном училище имени М. И. Калинина. В 1951—1957 годах училась в Московском художественном институте имени В. И. Сурикова у Н. В. Томского и Д. П. Шварца. Дипломная работа — «Девушки».
С 1957 года систематически участвовала в художественных выставках. В 1961 году вступила в Союз художников СССР. В 1971 году принимала участие в групповой выставке в Москве.

## Творчество
В 1960 году выполнила работы «Полдень», «Бандуристки» и «Торс» (все — гипс). В 1962 году на Выставке произведений молодых художников в Государственном музее изобразительных искусств имени А. С. Пушкина представила триптих «За мир». В центре триптиха находилась фигура матери, держащей убитого ребёнка — напоминание о войне. Другая фигура — девушка с цветком, символизирующая мир. Третьей фигурой была защитница мира. Триптих «За мир» получил высокую оценку и был установлен в одном из московских скверов.
В 1964 году выполнила проект памятника революции 1905 года на площади Краснопресненская Застава в Москве. Это была двухфигурная композиция высотой около двух метров. Революционер левой рукой поднимал факел Свободы, а правой держал тело павшего товарища. По словам искусствоведа Е. В. Кончина, скульптура была проникнута «непосредственностью, искренностью чувства, высокой романтической патетикой».
Выполнила рельеф для дома культуры в Ульяновске (1968, гипс), три фигуры и рельефы для Драматического театра в Владимире (1971, известняк), решётки для железнодорожного вокзала в Тюмени (1974, бронза; совместно с В. Фроловым), рельеф «Карта Тюменской области» в Тюмени (1975, кованая медь), декоративное оформление башенных часов для здания ЦУМа в Бресте (1980, кованый металл).
В 1969 году выполнила четыре чеканные панно на тему электрификации для станции метро «Каширская». В 1982 году около здания школа № 799 (ныне корпус Дельта-1 школы № 1502 при МЭИ, Саянская ул., 3А) был установлен памятник Юрию Гагарину работы Зои Ветровой.
Среди других её работ «Герой Советского Союза Н. Кузнецов» (1965), портрет знатного шофёра (1971, кованая медь), портрет мальчика (1974, бронза).

## Награды и звания
- Заслуженный художник РСФСР[6]